# Frédéric Martin (football)
Pour les articles homonymes, voir Frédéric Martin et Martin.
Frédéric Martin est un footballeur français, né le 6 juin 1969 à Bordeaux. Il évolue au poste de défenseur latéral de la fin des années 1980 au début des années 2000.
Formé à l'OGC Nice, il évolue ensuite au SC Toulon Var, au Montpellier HSC et au FC Sochaux-Montbéliard.

## Biographie
Formé à l'OGC Nice, Frédéric Martin débute en D1 en 1989. En 1991-1992, il se blesse sérieusement et rebondit au SC Toulon Var, la saison suivante, sous forme d'un prêt. À son retour, il devient un élément essentiel dans la défense du Gym. Malgré quelques blessures, il participe amplement à la remontée en D1 et au gain du titre de champion de France de Super D2.
Pendant deux saisons, il participe au maintien du club en D1, mais il signe au Montpellier HSC pour la saison 1996-1997. Il revient l'année suivante sous forme de prêt, mais, les Aiglons font une saison décevante. À défaut de remontée, il participe au bon parcours de l'OGC Nice en Coupe des Coupes. Il porte à de nombreuses reprises le brassard de capitaine.
En 1998/99, il retourne à Montpellier qui le transfère au FC Sochaux qui vient de redescendre en D2. Il effectue un bon parcours avec le club franc-comtois avant de perdre sa place et de ne participer à aucune rencontre de D2 durant la saison 2000/2001. En fin de contrat, il s'engage de nouveau avec Nice, son club formateur, pour un an. Mais, souffrant de problème cardiaque, il se désengage et met un terme à sa carrière professionnelle.
Par la suite il intègre le Rapid Menton, formation de division d'honneur régionale. En 2009, il s'occupe de la formation.
Fin 2010, Frédéric Martin est nommé entraîneur de l'équipe nationale du Bénin. À 41 ans, Fred Martin (qui remplace le Français Jean-Marc Nobilo, démissionnaire) entame donc une nouvelle carrière, lui qui s'est notamment occupé de la formation dans les rangs de Menton.
Début 2012 il rejoint l'encadrement technique de l'Académie Mali - Bamako.

## Clubs
- 1986-1992 :  OGC Nice
- 1992-1993 :  SC Toulon Var (prêt)
- 1994-1996 :  OGC Nice
- 1996-1997 :  Montpellier HSC (prêt)
- 1997-1998 :  OGC Nice
- 1998-2000 :  FC Sochaux-Montbéliard